# Тропикал-хаус
Тропикал-хаус (англ. tropical house — тропический хаус) или троп-хаус — стиль хаус музыки, производная вариация дип-хауса, в которой присутствуют элементы дэнсхолла и балеарского хауса. Исполнители этого жанра часто выступают на различных летних фестивалях, таких как Tomorrowland. Жанр был популяризирован такими музыкантами, как Томас Джек, Kygo, Matoma, Lost Frequencies, Seeb и Gryffin.
Термин «Тропикал-хаус» возник как шутка австралийского продюсера Томаса Джека, но с тех пор приобрел популярность среди слушателей.

## История
В середине и конце 2000-х Боб Синклер и Ив Ларок стали родоначальниками жанра, они записали международные хиты, которые имели много характеристик тропикал-хауса, черпая вдохновение из музыки хай-энерджи 1980-х годов. В 2012 году Unicorn Kid создал тропикал-рейв, более быструю форму жанра, которая впоследствии стала известна как тропикал-хаус. Однако, только в 2013 году начиная с хита «Sun Don’T Shine» дуэта Klangkarussell и появлением таких продюсеров и диджеев, как Kygo и Робин Шульц, тропикал-хаус стал трендом танцевальной музыки. В течение 2014 и 2015 годов к ним присоединялись такие диджеи, как Lost Frequencies, Феликс Йен, Alex Adair, Сэм Фелдт, Bakermat, Klingande и Faul & Wad Ad. В середине 2010-х годов некоторые диджеи тропикал-хауса объединились с такими исполнителями, как Джастин Бибер и Little Mix. Это помогло жанру достичь огромного коммерческого успеха и породило термин «тропический поп».

## Характеристики
Тропикал-хаус, до того как стать полноценным поджанром хауса, являлся вариацией дип-хауса. Жанр обладает типичными характеристиками хаус-музыки, включая синтезаторные инструменты и ударные. Тропикал-хаус роднит с дип-хаусом медленный и расслабленный ритм (около 100—115 ударов в минуту), но, в отличие от дип-хауса, который зачастую имеет мрачное и глубокое звучание, тропикал-хаус звучит расслабляюще и позитивно.. В тропикал-хаусе часто используются тропические музыкальные инструменты, такие как стальные барабаны, маримба, гитара, саксофон или многоствольная флейта.

## Исполнители
- Астрид С
- Феликс Йен
- Робин Шульц
- Kygo
- Lost Frequencies
- Сэм Фелдт